# Be Alive
Be Alive é uma canção da cantora norte-americana Beyoncé, lançada em 12 de Novembro de 2021 como parte da trilha sonora do filme "King Richard: Criando Campeãs"." que estreia em Dezembro de 2021.

A canção foi escrita para acompanhar os créditos finais do filme.

## Antecedentes
O ator Will Smith que interpreta Richard Williams no longa, disse que Beyoncé se sentiu inspirada a escrever uma música para o longa, depois de assistir uma exibição.“O casamento de um filme e uma música é um tipo de mágica incomparável no entretenimento. Fiquei muito feliz quando Beyoncé ligou”, disse Will em entrevista a Entertainment Weekly.

## Composição
"Be Alive" é uma mistura de R&B e rock, com elementos semelhantes à canção "Five To One" do The Doors, de 1968. Foi escrita por Beyoncé e Dixon e produzida por Dixon.
A faixa inspira-se liricamente nas irmãs Williams e em seu pai, Richard Williams, história explorada em King Richard, bem como em sua própria história de triunfo. 

## Faixas
| Download Digital |                                                                   |         |  |
| N.º              | Título                                                            | Duração |  |
| 1.               | "Be Alive" (Original Song from the Motion Picture "King Richard") | 3:40    |  |

## Histórico de lançamento
| País   | Data                   | Formato                     | Gravadora            |
| ------ | ---------------------- | --------------------------- | -------------------- |
| Vários | 12 de Novembro de 2021 | Download digital, streaming | Parkwood, Sony Music |